# Băile Felix
Băile Felix (în maghiară Félixfürdő) este un sat în comuna Sânmartin din județul Bihor, Crișana, România. Băile Felix se află la ca. 10 km sud de municipiul Oradea.
Este cea mai mare stațiune balneară cu regim permanent din România, situându-se pe locul doi, după litoralul Mării Negre, în privința numărului locurilor de cazare din România. Facilitățile existente în această stațiune permit tratarea cu succes a reumatismului și afecțiunilor neurologice, ginecologice, iar bazele medicale dispun de instalații pentru metode ca electroterapia, hidroterapia, aerosoli, masaje, împachetări cu parafină și alte operațiuni specifice tratamentelor balneare. 
Stațiunea Băile Felix permite și efectuarea unui turism de relaxare.

## Istoric

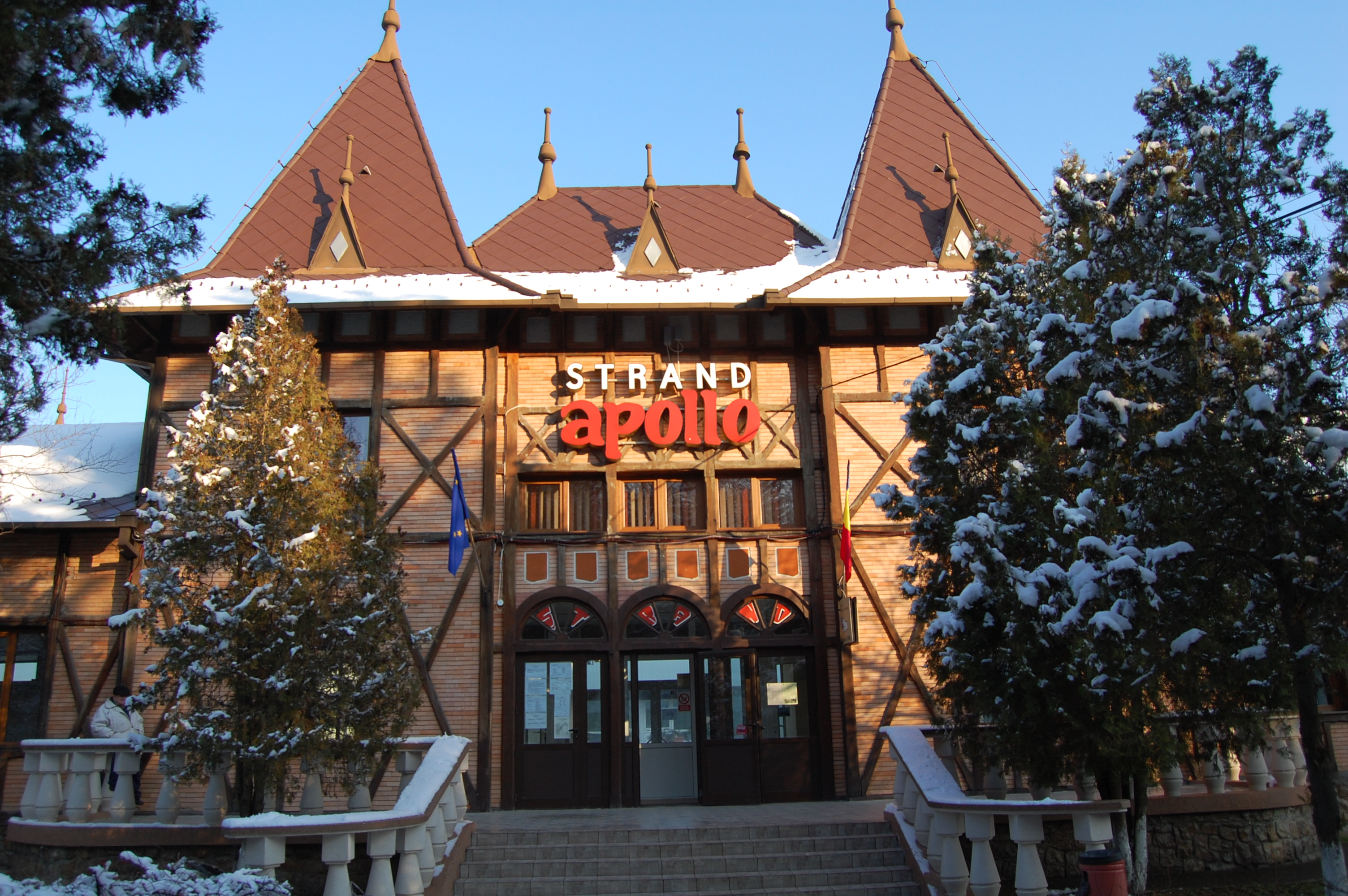
Ştrandul Apollo din Băile Felix

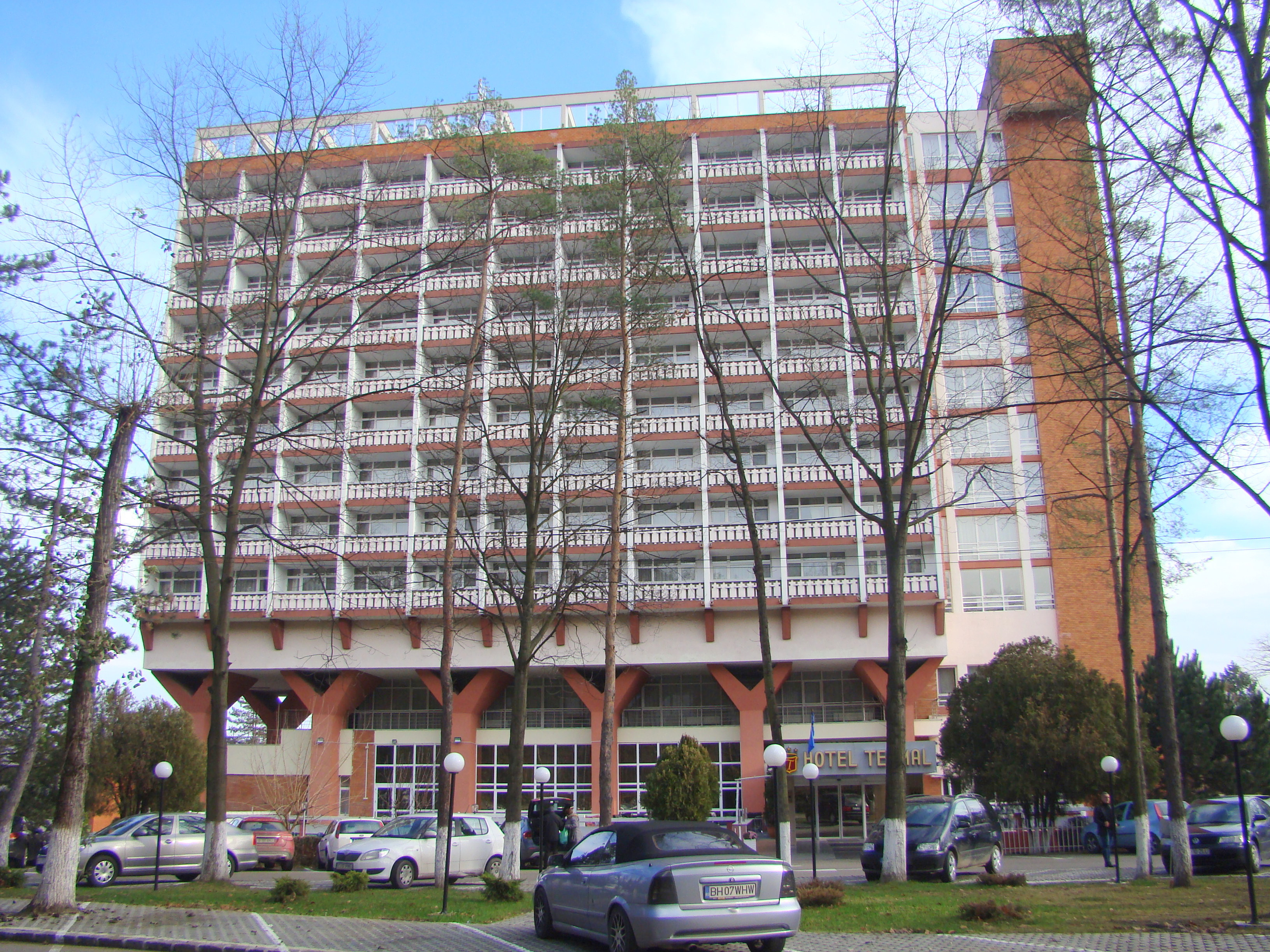
Hotel Termal

Izvoarele termale au fost puse în valoare în secolul al XVIII-lea de călugărul Felix Helcher de la mănăstirea Klosterbruck⁠(de)[traduceți] din Moravia, administrator al mănăstirii din Sânmartin. Între 1711-1721 au fost organizate primele așezăminte pentru tratament, sub numele de „Baia lui Felix” (în maghiară Félixfürdő). Felix Helcher a murit în anul 1737. În anul 1885 a fost captat un nou izvor, cu o temperatură de 49°C.
Izvoarele termale au fost descoperite, după unii în jurul anului 1000, după alții, în jurul anului 1200, iar potrivit altor experți au fost descoperite abia pe la 1700. Singurul fapt nedisputat de istorici este apariția primelor clădiri în această stațiune: între anii 1711-1721.
Domeniul mănăstirii Sânmartin a fost naționalizat în anul 1948 de autoritățile comuniste. Pe terenurile naționalizate au fost construite mai multe baze de agrement, inclusiv una a Securității. Aceasta din urmă a fost revendicată de Ordinul Premonstratens.

## Turism
Băile Felix este cea mai mare stațiune cu funcționare permanentă din România. Se află la ca. 6 km de Oradea. Temperatura apelor termale este între 20-49 grade Celsius. Datorită conținutului ridicat de săruri minerale, medicii interniști recomandă pacienților tratamentele sau curele cu ape din băi. Prin rețeaua de hoteluri, Băile Felix oferă 7000 de locuri de cazare, precum și bazine de înot, ștranduri în aer liber sau acoperite și aer curat. 
Clima blândă face posibilă creșterea de nuferi subtropicali în lacurile stațiunii.
Datorită apelor termale și a numărului mare de turiști care vin an de an, în stațiunea Băile Felix s-a dezvoltat și sistemul de cazare privat.

### Obiective turistice
- Lacurile cu nuferi și lotuși, lacuri populate cu broaște țestoase și pești exotici.
- Ștrandul cu apă termală Apollo (1900).
- Aqua Park-ul acoperit din stațiune
- Rezervația Naturală "Pârâul Peța" din Băile 1 Mai, adăpostește 3 specii naturale protejate: Nymphaea Lotus Thermalis ’ (varietate unică în Europa, relicvă a erei terțiare), peștele „Roșioara lui Racoviță” (specie endemică, denumită după naturalistul român Emil Racoviță) și melcul Melanopsis Parreyssi (supraviețuitor al erei glaciare).

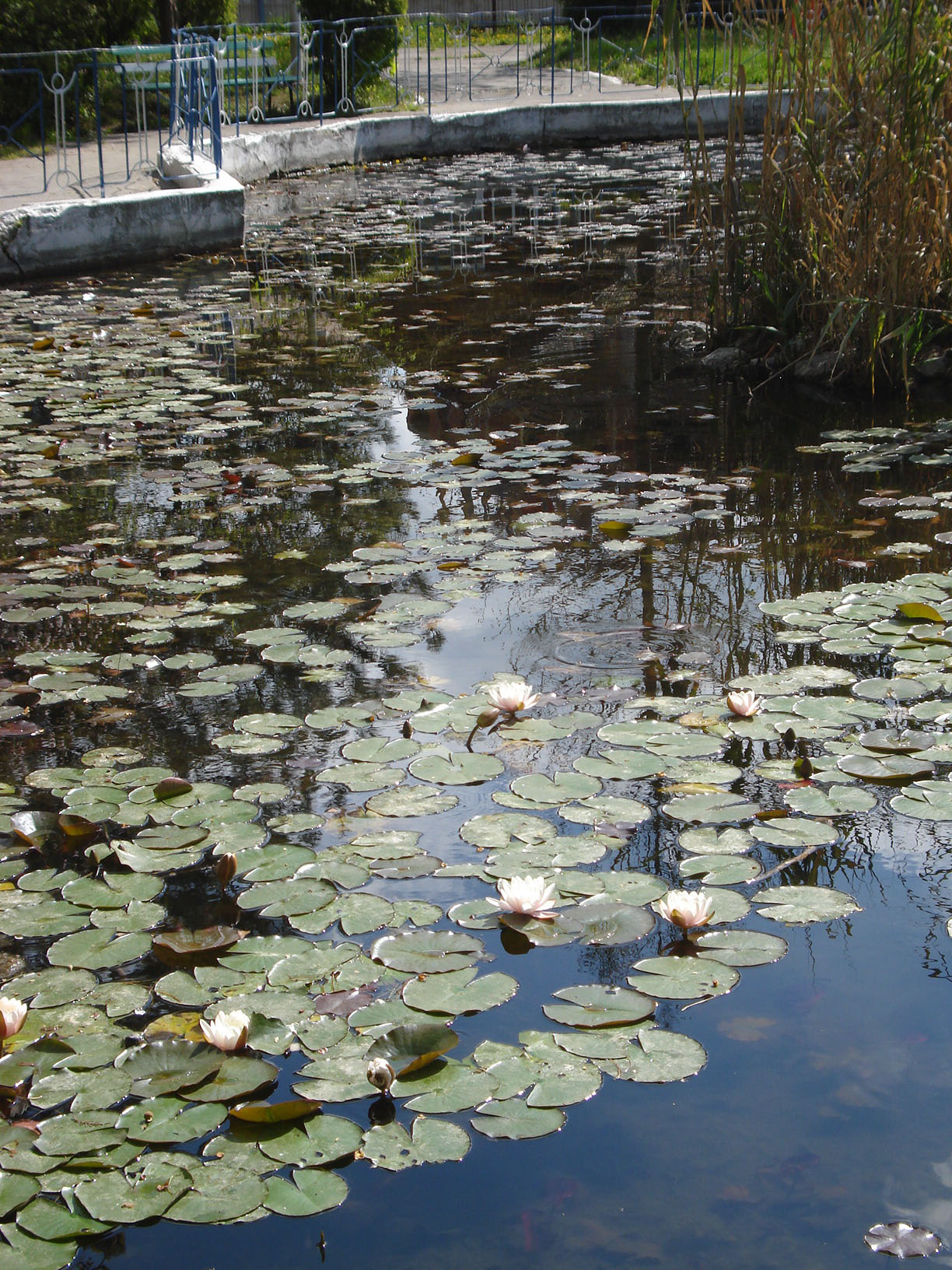
Rezervaţia cu nuferi din Băile Felix

- Ștrandul cu valuri din Băile 1 Mai (cel mai vechi din România- aprox. 107 ani)
- Fenomenul carstic de pe Dealul Șomleului, Avenul de la Betfia sau Avenul “Hudra Bradii” (impropriu numit de localnici “Craterul de la Betfia”). Acesta are o adâncime de 86 de metri, puțul său având o cădere aproape verticală de 54 metri).

Cei interesați de istorie și de arhitectură pot vizita următoarele obiective:
- Capela de la Haieu, o impresionantă biserică-sală de sorginte medievală (sec. XIV), în care se mai pot observa elemente arhitecturale romanice, cisterciene și gotice (restaurată în anul 1977);
- clădirea Sanifarm, o fostă mănăstire aparținătoare ordinului călugăresc Sf. Vincențiu, frumoasă clădire de arhitectură barocă, construită în sec. al XVIII-lea. [4]
- Biserica ortodoxă din Rontău (sec. XV)
- Biserica ortodoxă din Haieu
- Biserica romano-catolică din Haieu (Băile 1 Mai)
- Biserica unită (greco-catolică) din Haieu (1906);
- Biserica de lemn din Brusturi și Biserica Greco-Catolică din Băile Felix.

Izvoarele cu apă geo-termală cu temperaturi de 43–49°C au proprietăți curative certificate, fiind oligometalice, bicarbonatate, calcice și sodice, iar nămolurile au proprietăți sapropelice.
Climatul cu ierni blânde și veri moderate favorizează existența unei păduri de foioase întinse, care confera stațiunii o atmosferă ideală în orice anotimp, făcându-l propice pentru relaxare și tratament, încât ploaia sau frigul iernii nu reprezintă nici un impediment pentru o baie cu apă geo-termală, în aer liber.
După 1989, Băile Felix a intrat într-o dezvoltare mai rapidă iar în prezent în stațiune există multe pensiuni și vile care au un confort deosebit și se situează la nivelul turismului internațional.
Dacă vizitați stațiunea Băile Felix, aveți ocazia să vă înscrieți la excursiile organizate la Peștera Urșilor din localitatea Chișcău.
- Peștera Urșilor este singura peșteră din țară amenajată la standarde internaționale și este unică prin densitatea fosilelor ursului de peșteră. Peștera Urșilor de la Chișcău nu încetează să uimească atât turiști cât și oamenii de știință.

## Galerie foto

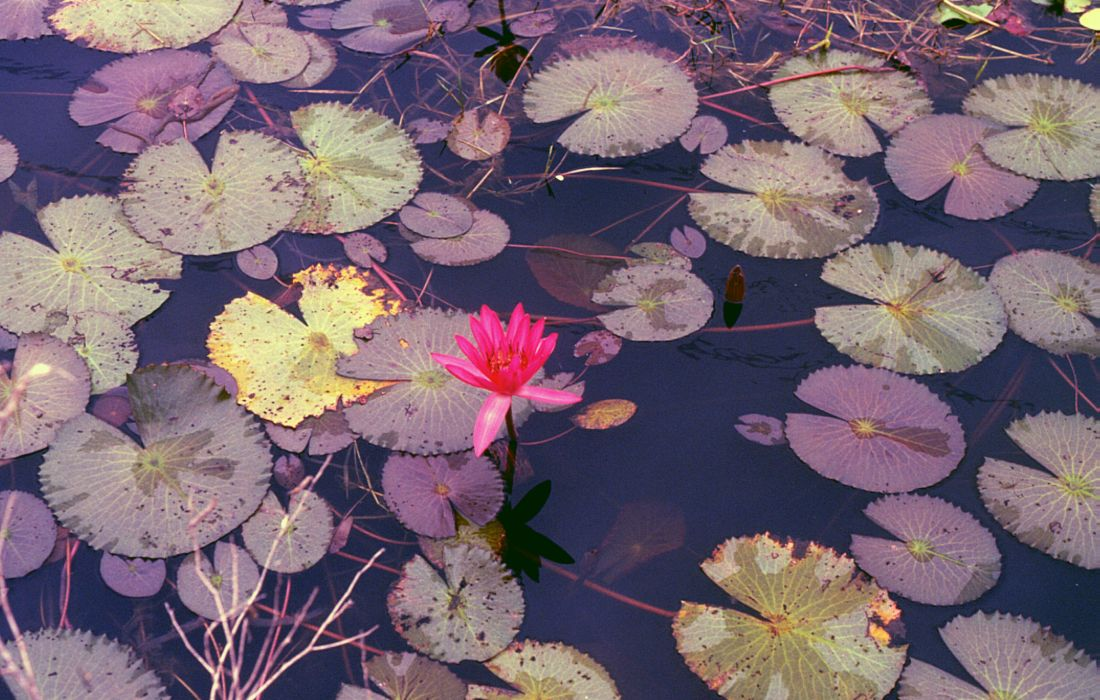
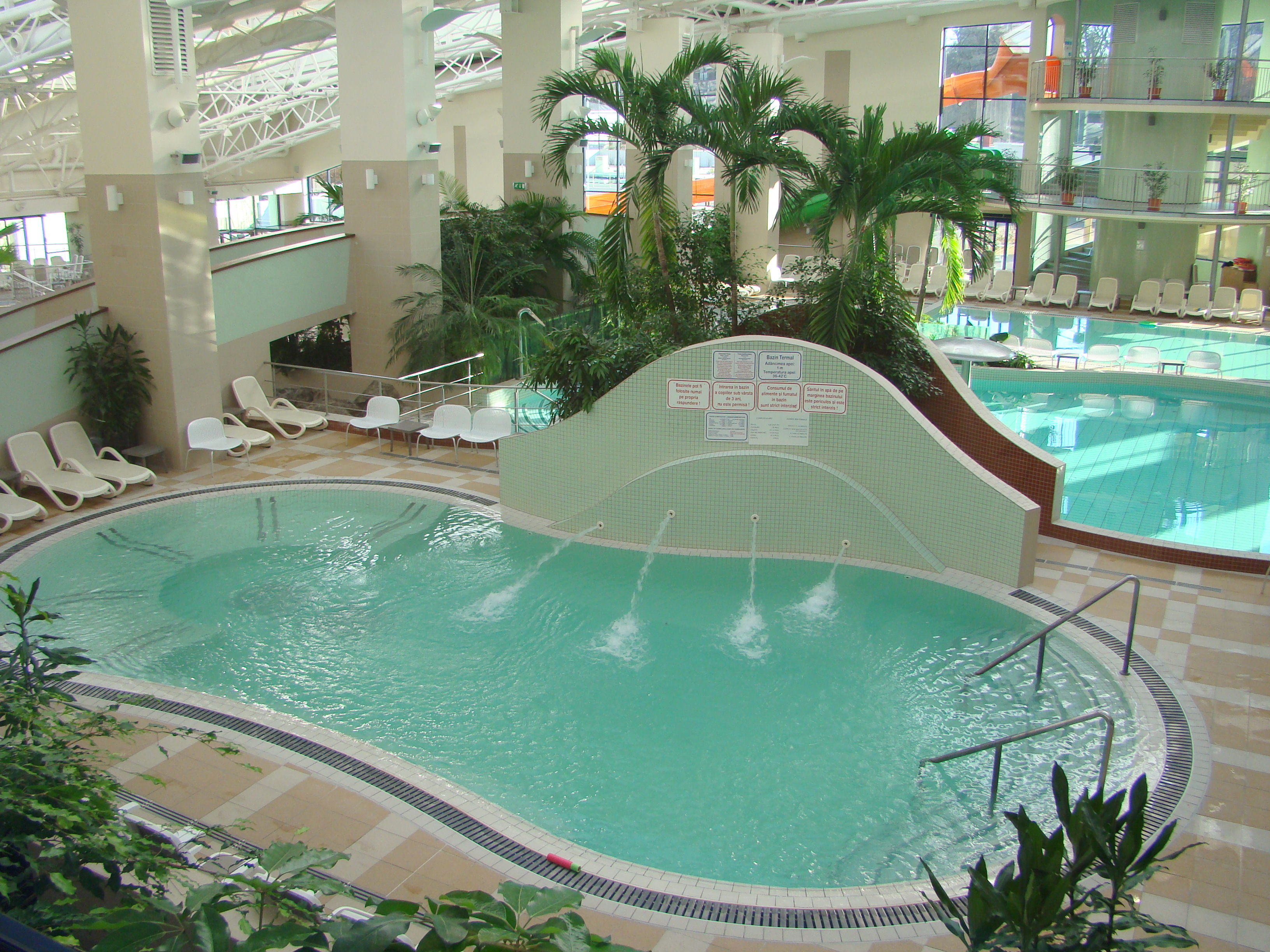
Lotus Therm Spa & Luxury Resort
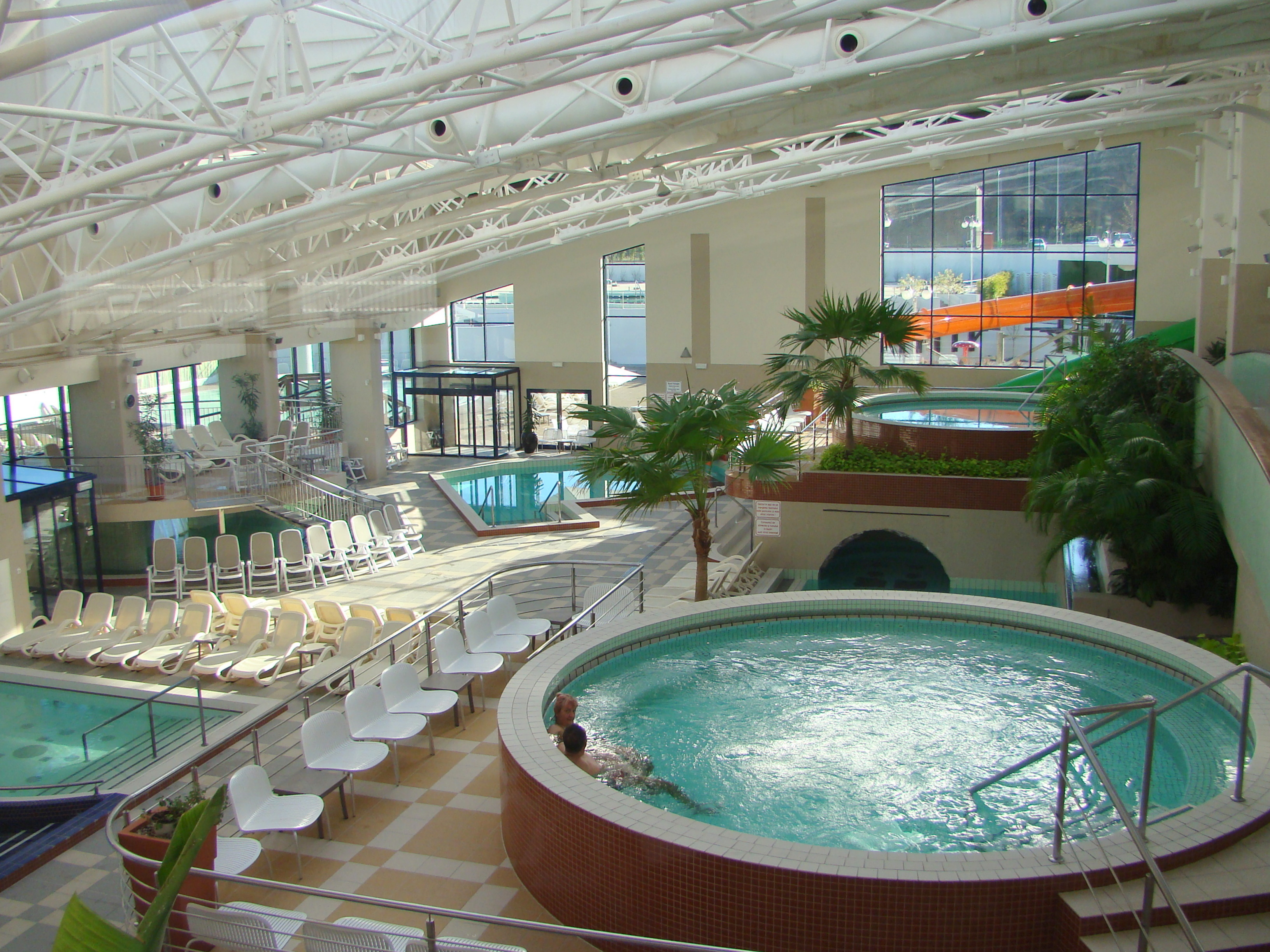
Lotus Therm Spa & Luxury Resort
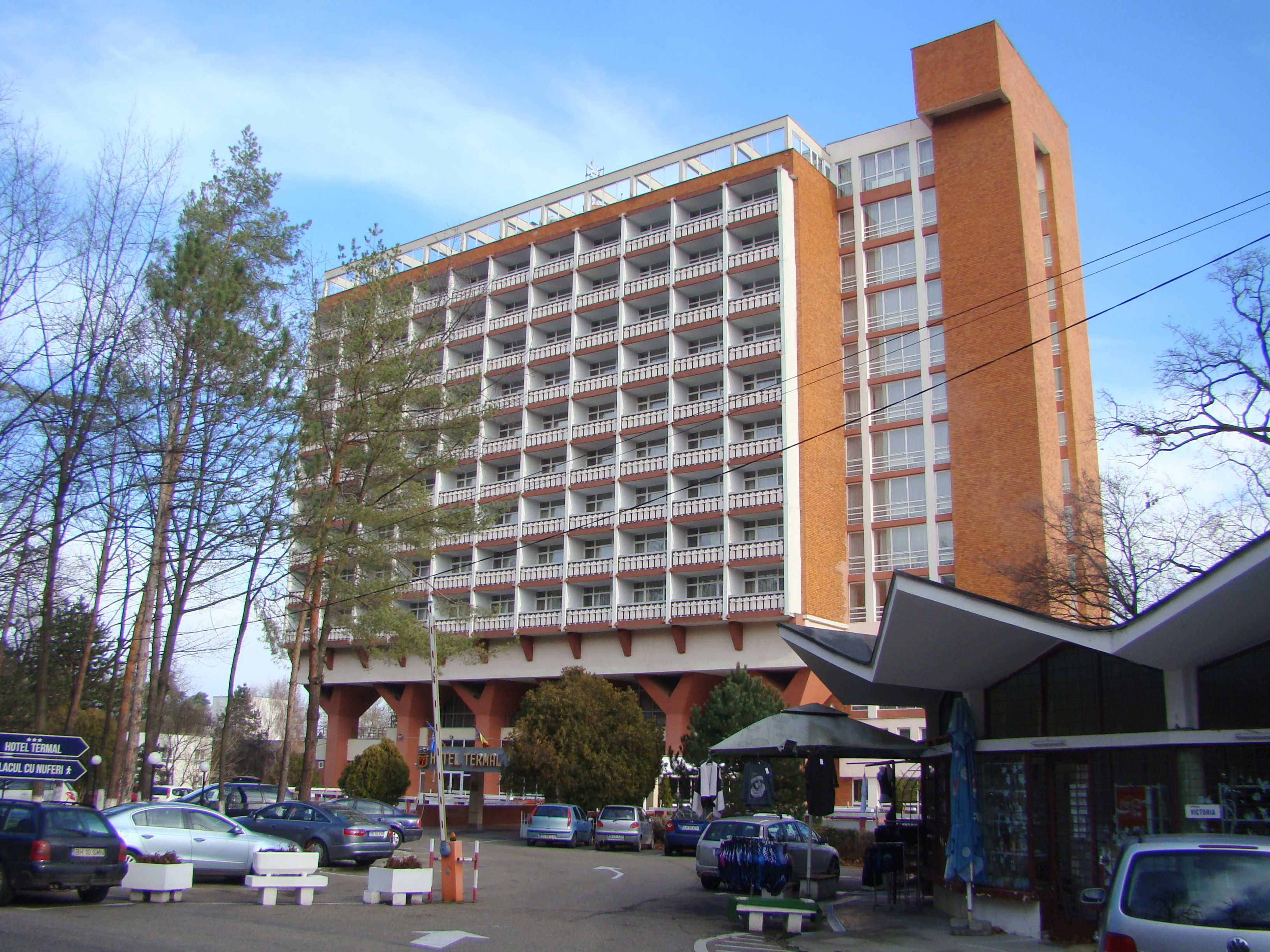
Hotel Termal
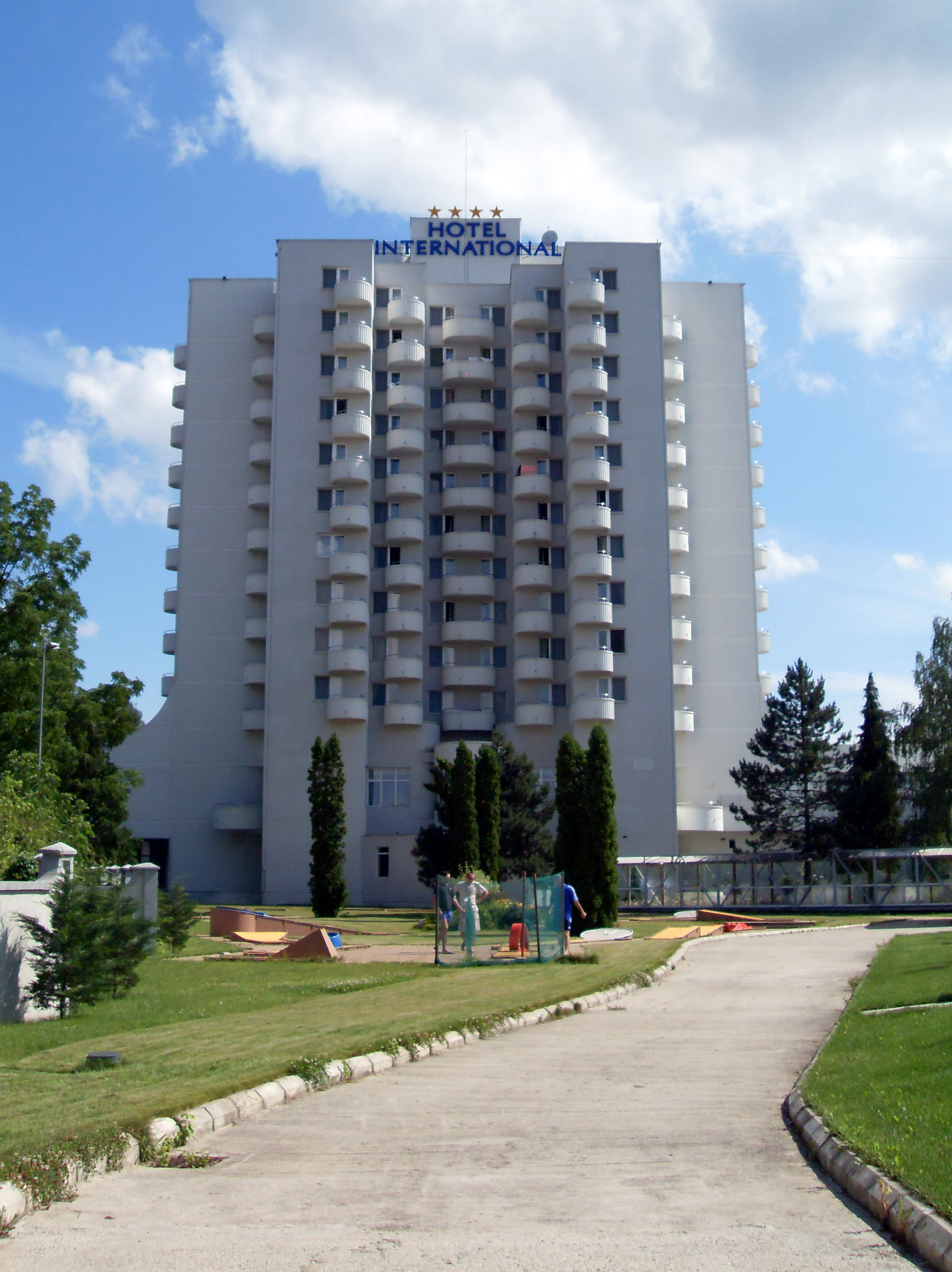
Hotel Internațional
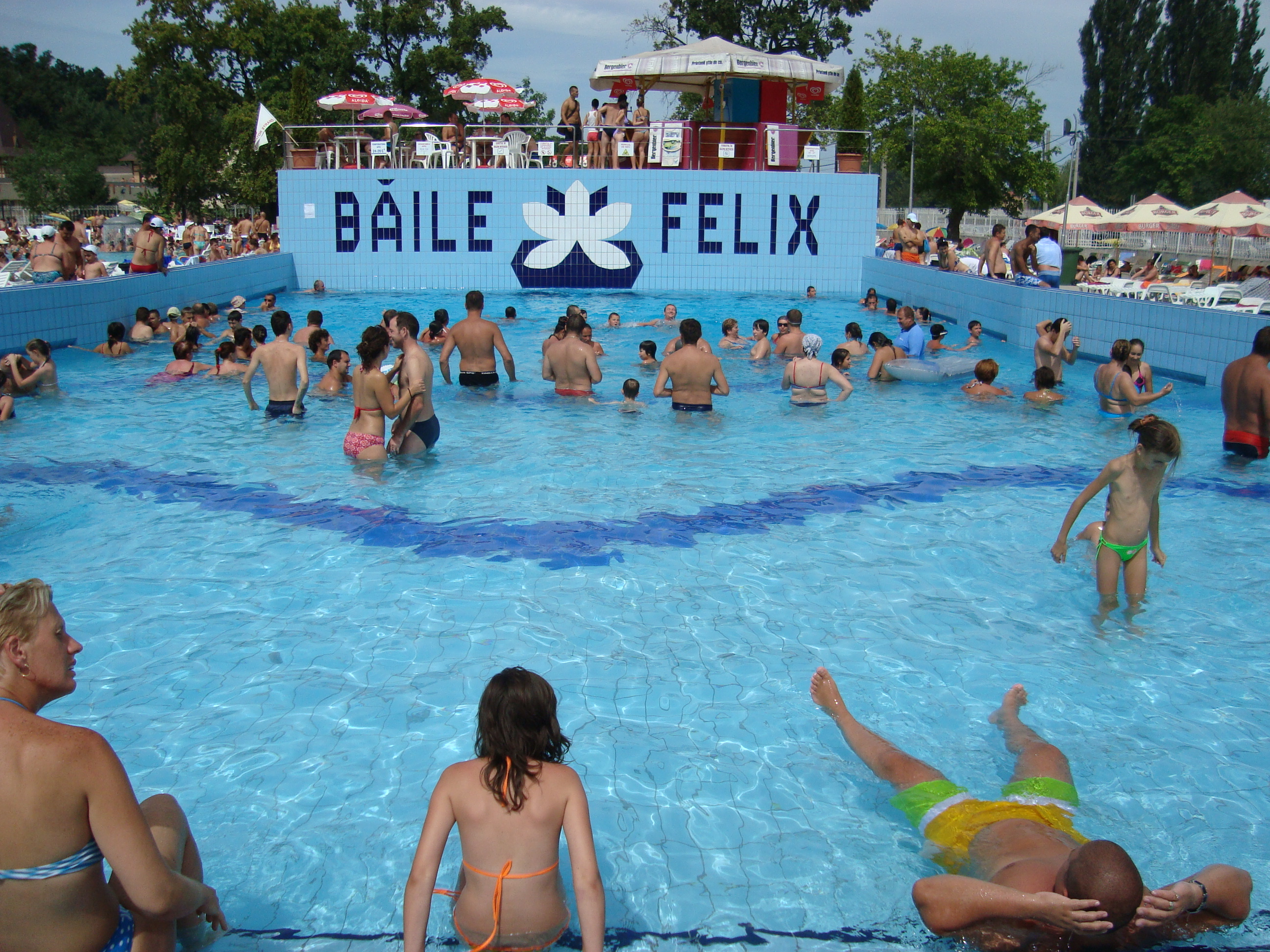
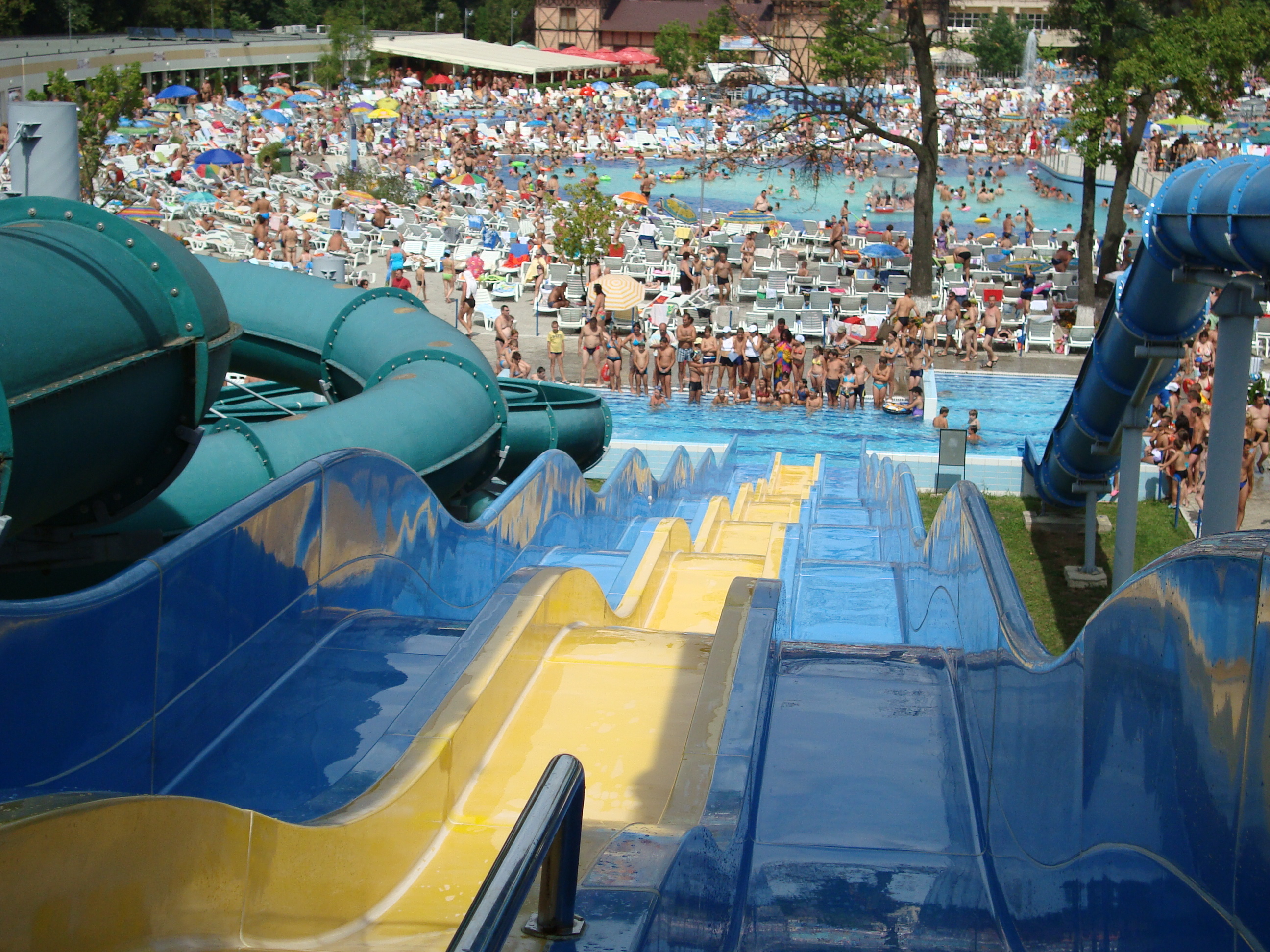